# Where Have I Known You Before
| 전문가 평가                          | 전문가 평가 |
| 평가 점수                            | 평가 점수   |
| 출처                                 | 점수        |
| ------------------------------------ | ----------- |
| AllMusic                             | [ 1 ]       |
| Sputnikmusic                         | [ 2 ]       |
| The Rolling Stone Jazz Record Guide  | [ 3 ]       |
| The Penguin Guide to Jazz Recordings | [ 4 ]       |

《Where Have I Know You Before》는 미국의 재즈 퓨전 밴드 리턴 투 포에버의 네 번째 스튜디오 음반이자 리더 칙 코리아가 라인업을 바꾸고 일렉트릭 인스트루먼테이션으로 옮긴 이후 두 번째 음반으로 프로그레시브 록의 영향을 받은 재즈 퓨전을 연주한다.

## 배경
리턴 투 포에버의 스타일은 이전 음반인 《Hymn of the Seventh Galaxy》 (1973년) 이후로 변하지 않았지만, 밴드의 사운드와 라인업에 중요한 변화가 일어났다. 칙 코리아는 미니모그와 ARP 오디세이와 같은 신시사이저를 사용하기 시작했다. 마찬가지로 중요한 변화는 기타리스트 빌 코너스를 19세의 알 디 메올라로 교체한 것이다. 코너스는 그의 어쿠스틱 솔로 활동에 집중하기 위해 이 음반의 녹음 전에 밴드를 떠났다. 그가 떠난 또 다른 이유는 투어를 꺼렸기 때문이고, 그는 샌프란시스코 지역에 머무르는 것을 선호했다. 또한, 빌은 칙이 사이언톨로지교의 특정 측면을 그에게 강요하는 것에 만족하지 않았다.

## 곡 목록
모든 곡들은 특별한 언급이 없는 한 칙 코리아에 의해 작곡하였다.
| #  | 제목                                     | 작곡          | 재생 시간 |
| -- | ---------------------------------------- | ------------- | --------- |
| 1. | 〈Vulcan Worlds〉                        | 스탠리 클라크 | 7:51      |
| 2. | 〈Where Have I Loved You Before?〉       |               | 1:02      |
| 3. | 〈The Shadow of Lo〉                     | 레니 화이트   | 7:32      |
| 4. | 〈Where Have I Danced with You Before?〉 |               | 1:14      |
| 5. | 〈Beyond the Seventh Galaxy〉            |               | 3:13      |

| #  | 제목                               | 작곡                                 | 재생 시간 |
| -- | ---------------------------------- | ------------------------------------ | --------- |
| 6. | 〈Earth Juice〉                    | 코리아, 클라크, 화이트, 알 디 메올라 | 3:46      |
| 7. | 〈Where Have I Known You Before?〉 |                                      | 2:20      |
| 8. | 〈Song to the Pharaoh Kings〉      |                                      | 14:21     |